# Farmington (Missouri)
Farmington è un comune degli Stati Uniti d'America, situato nello Stato del Missouri, nella contea di St. Francois, della quale è il capoluogo.